# БА-22
Санитарно-транспортный бронеавтомобиль БА-22 (известный также как бронированный мото-медицинский пункт) — опытный советский санитарный и десантный бронеавтомобиль (бронетранспортёр) межвоенного периода. Серийно не выпускался, был построен единственный опытный экземпляр машины. Машина фактически является первым советским колёсным бронетранспортёром.

## История создания
В 1937—1938 годах заводом ДРО города Выкса по заказу санитарного управления РККА был разработан проект «бронированного мото-медицинского пункта для мехчастей РККА» (фактически — санитарного бронетранспортёра) на базе серийного трёхосного грузового автомобиля ГАЗ-ААА, получивший обозначение БА-22. Опытный образец бронетранспортёра был построен заводом в сентябре 1938 года. Вскоре был выполнен заводской пробег протяжённостью в 331 км, по результатам которого были выявлены недостатки машины, после устранения которых она была отправлена для на НИБТ полигон для дальнейших испытаний, проходивших с 15 мая по 23 июня 1939 года. Машина показала неудовлетворительные результаты испытаний и не была принята на вооружение, дальнейшие работы по ней были прекращены, а опытный образец был передан в научно-исследовательский санитарный институт РККА.

## Описание конструкции
Созданная на базе шасси грузового автомобиля ГАЗ-ААА машина имела капотную переднемоторную, заднеприводную автомобильную компоновку; моторно-трансмиссионное отделение размещалось в носовой части корпуса, отделение управления — в средней, а десантного отделения — в кормовой части. Экипаж состоял из двух человек (механика-водителя и командира), в десантном отделении могли размещаться 4 раненых на подвесных носилках, либо 10 человек десанта с полным снаряжением или 12 в летнем обмундировании (в случае размещения десанта носилки заменялись на две скамейки, устанавливавшиеся вдоль бортов). Погрузка и выгрузка десанта или раненых осуществлялась через двустворчатые двери крупного размера в кормовой части, экипажа — через боковые двери отделения управления.

### Броневой корпус и рубка
Броневой корпус — сварной, изготовлявшийся из катаных стальных броневых листов толщиной 6 мм, коробчатой формы с большим углом наклона лобовых бронелистов. Носовая часть бронекорпуса имела ступенчатую форму и состояла из верхнего листа, образовывавшего лоб отделения управления, среднего листа, установленного под близким к горизонтали углом и образовывавшего крышу моторно-трансмиссионного отделения, а также установленного под небольшим углом и образовывавшего лоб моторно-трансмиссионного отделения нижнего листа. Рубка отделения управления плавно переходила в десантное отделение.

### Вооружение
У машины отсутствовали как собственное вооружение, так и амбразуры для ведения стрельбы из личного оружия десантом.

### Средства наблюдения и связи
Наблюдение осуществлялось через смотровые люки со смотровыми щелями в лобовом и бортовых броневых листах отделения управления.
Средства связи, по разным данным, отсутствовали или состояли из стандартной радиостанции 71-ТК.

### Двигатель и трансмиссия
На опытной машине использовался карбюраторный 4-цилиндровый рядный жидкостного охлаждения двигатель ГАЗ-АА мощностью 40 л. с. Для серийных машин предполагалось использование двигателя М-1 мощностью 50 л. с., оснащённым карбюратором «Зенит» с экономайзером. Топливные баки ёмкостью 109 л обеспечивали запас хода по шоссе в 250 км, а по пересечённой местности — около 200 км.
Трансмиссия — механическая, включавшая в себя однодисковое сцепление, четырёхступенчатую механическую коробку переключения передач с демультипликатором, а также конические дифференциалы и червячные главные передачи промежуточного и заднего мостов.

### Ходовая часть
Ходовая часть — колёсная, с колёсной формулой 6 × 4. Колёса оснащались пуленепробиваемыми шинами ГК.
Подвеска машины — зависимая на полуэллиптических листовых рессорах с реактивными штангами. Передний мост подвешивался на поперечной рессоре, сблокированные промежуточный и задний ведущие мосты — на продольных рессорах.
Для повышения проходимости на ведущие колёса могли надеваться быстросъёмные гусеничные ленты типа «Оверолл», в походном положении хранившиеся на крыльях.

### Электрооборудование
Электропроводка машины выполнялась по однопроводной схеме, вторым проводом служил броневой корпус. Источниками электроэнергии были генератор ГМ-71 мощностью 100 Вт и аккумуляторная батарея 3 СТП-80 ёмкостью 80 А·ч, напряжение бортовой сети составляло 6 В. Потребители электроэнергии включали в себя освещение машины, наружный звуковой сигнал, радиостанцию и электрику моторной группы.

## Оценка машины
В результате испытаний на НИБТ полигоне военной комиссией было сделано следующее заключение по машине:

представленный на испытание опытный образец БА-22 не доработан и не может быть принят на снабжение РККА по следующим причинам:
1. Мала мощность двигателя.
2. Высота броневого корпуса не удовлетворяет требованиям маскировки.
3. Малы угол наклона и толщина брони.
4. Пулестойкость корпуса не пригодна — защищает только от простых пуль.
5. Люки и двери корпуса не герметичны.
6. Внутреннее оборудование корпуса не удовлетворяет санитарно-гигиеническим требованиям в отношении чистоты и удобств.

### Сноски
1. ↑  Дробильное оборудование.